# Мобільський музей мистецтв
Мобільський музей мистецтв (англ. Mobile Museum of Art) — художній музей, розташований в Мобілі (Алабама). У музеї представлені твори мистецтва з півдня Сполучених Штатів і Європи. Досить часто в будівлі проходять різні освітні програми.
Музей був заснований в 1963 році Асоціацією мобільского мистецтва. Будівля знаходиться в власності міського парку «Ланган». У 2002 році були проведені реконструкційні роботи на суму 15 млн доларів. Розмір був збільшений в три рази до 95 000 кв футів (8 826 кв м). Музей входить в програму США взаємних музеїв.